# Hnědnutí a odumírání větví zeravu
Hnědnutí a odumírání větví zeravu  je choroba jehličnanů způsobovaná mikromycetou Kabatina thujae (houba).  Jde o jednu z běžně rozšířených houbových chorob přehuštěných výsadeb, zejména se vyskytuje v živých plotech na nevhodných vlhkých místech. Napadá jehlice, infekci podporuje stanoviště s nedostatkem vápníku a hořčíku.

## Hostitel
- zerav (Thuja)
- cypřišek (Chamaecyparis)
- cypřiš (Cupressus)
- cypřišovec Leylandův (×Cupressocyparis leylandii)
- jalovec (Juniperus)

## Symptomy
- hnědnutí a zasychání konců výhonů
- koncem léta plodnice na bázi odumřelých výhonů [1]

### Možnost záměny
Na rozdíl od poškození molovkou nejsou na větvičkách a jehlicích dutinky. Tůje mohou prosychat podobným způsobem i vlivem zimního posypu chodníku solí, nedostatku světla, mrazu.

## Význam
Drobné estetické škody. Rostlinám nehrozí nebezpečí vážného poškození. Pouze velmi mladé rostliny mohou uhynout. 

## Ochrana rostlin
Ruční odstranění napadených výhonů. Lze prosvětlit husté koruny dřevin. V případě silného napadení aplikovat fungicidy od konce května a postřiky opakovat třikrát po 2 až 3 týdnech.

### Doporučované přípravky
Povolený je přípravek Dithane DG Neotec., Dithane M 45, Novozir MN 80 (od první poloviny května do června ve 14 denních intervalech).